# Дем'янюк Іван Миколайович
Іва́н Микола́йович Дем'яню́к, відомий ще як Джо́н Дем'я́нюк (англ. John Demjanjuk; 3 квітня 1920, Дубові Махаринці, Бердичівський повіт, Київська губернія — 17 березня 2012, Бад-Файльнбах, Німеччина) — українець, колишній громадянин СРСР і США.
Під час Другої світової війни був солдатом Червоної армії і пораненим потрапив у німецький полон.
Івана Дем'янюка з початку 1980-х і до смерті у 2012 році звинувачували у співучасті в нацистських злочинах, проти нього була розгорнута світова медійна кампанія. Протягом семи років Дем'янюк був ув'язнений в Ізраїлі, де його засудили у 1988 році до страти, але Верховний суд у 1993 році виправдав його.
У Німеччині його було звинувачено у співучасті у вбивстві понад 28 000 людей під час служби охоронцем у концентраційному таборі Собібор. Процес Дем'янюка у Мюнхені тривав упродовж 18 місяців, і у травні 2011 року суд засудив його до п'яти років ув'язнення. Вирок так і не набув чинності, оскільки апеляційний суд не встиг винести свого вердикту до смерті Дем'янюка.

## Біографія
Виріс у бідній сільській родині, у дитинстві пережив Голодомор. До війни працював трактористом у місцевому колгоспі. 1940 року був призваний до Червоної армії, службу проходив в артилерійському з'єднанні. Під час Другої світової війни, у травні 1942 року, отримав поранення у стегно на сході Криму і потрапив у німецький полон. Дем'янюк потрапив у табір для військовополонених в Холмі, де був завербований як хіві.
У травні 1945 року Дем'янюк звернувся в табір для біженців в баварському місті Ландсгут, отримавши згодом від американської адміністрації матеріальну допомогу як жертва нацистського режиму. До 1952 року працював в різних містах Німеччини, у тому числі шофером для армії США.
У 1952 році разом з дружиною і дочкою емігрував в США. Працював автомеханіком. У 1958 році отримав американське громадянство.

## Судовий процес в Ізраїлі
У жовтні 1983 року Ізраїль подав заявку на екстрадицію Дем'янюка, яка була здійснена в 1986 році. У квітні 1988 року Дем'янюк був засуджений до смерті, проте в 1993 році Верховний суд Ізраїлю скасував вирок одноголосно, тому що, на думку суддів, було представлено недостатньо доказів того, що Дем'янюк насправді є «Іваном Грозним». Основою для рішення послужили архівні матеріали КДБ, з яких випливало, що прізвиськом «Іван Грозний» було наділено не Дем'янюка, а охоронця табору Собібор — Марченка. Попри те, що 18 незалежних свідків упізнали Дем'янюка як «Івана Грозного», суд визнав сумніви, викликані матеріалами КДБ, достатніми для його звільнення.
Після майже 8-річного ув'язнення в ізраїльській тюрмі суворого режиму поблизу Тель-Авіву Дем'янюк повернувся до США і у 2001 році був відновлений в громадянстві цієї країни, якого його позбавили перед екстрадицією до Ізраїлю.
В 1988 році лорд Томас Деннінг, суддя кримінального суду в Лондоні з багатолітнім досвідом, член Верховного суду Палати лордів Великої Британії, висловив сумніви в законності організованого суду в Ізраїлі (а також в законності депортації Дем'янюка з США до Ізраїлю) і публічно заявив зокрема:

| «Я боюся також, що суд проявляє ознаки расової й політичної помсти. В той час як на судовому розгляді в Нюрнберзі у випадку звинувачення засуджених було все ясно з документами і не дискутувалося, то тут (в справі Дем'янюка) є місце для сумнівів. Звинувачення спиралося на свідченнях свідків, наданих через 40 років після подій. Але ми всі знаємо, як тут робляться помилки свідками під час впізнання.» Оригінальний текст (англ.) «I am afraid too that the trial shows signs of racial and political vengeance. Whereas at the trial at Nürnberg the prosecution's case against those convicted was clear on the documents and undisputed, here there was room for doubt. The prosecution's case was rested on identification by witnesses over 40 years later. But we all know how mistakes are made by the witnesses at identification parades here.» |
Під час судового процесу на ізраїльського адвоката Дем'янюка Йорама Шефтеля було здійснено напад — людина, чию сім'ю було вбито в часи Голокосту, облила його кислотою, в результаті чого адвокат мало не осліп на одне око.

## Судовий процес у США
2001 року в США почався новий процес проти Дем'янюка, в якому були пред'явлені архівні матеріали, які переконали суд, що Дем'янюк під час Другої Світової війни служив охоронцем у різних концентраційних таборах, серед яких були й винищувальні табори, які ще мають назву «табір смерті». Вважається доведеним, що він служив як мінімум у таборах Собібор і Майданек, в концентраційному таборі Флоссенбюрг та вишкільному таборі для військовополонених Травники. У червні 2004 року суд знову позбавив Дем'янюка американського громадянства. У грудні 2005 року ухвалено рішення про депортацію Дем'янюка в Україну. Процедура щодо встановлення відсутності загрози тортур в Україні тривала до кінця 2006 року. Спроби Дем'янюка домогтися скасування рішення про депортацію не увінчалися успіхом, але затримали її ще на два роки. 24 березня 2009 року імміграційне відомство США оголосило про контакт з німецьким урядом про екстрадицію Дем'янюка до Німеччини.[джерело?]
У березні 2009 року суд ухвалив рішення про видачу Дем'янюка Німеччині. Однак, 14 квітня, після того, як співробітники імміграційної служби забрали Дем'янюка з його будинку, його родичам вдалося домогтися від Федерального суду США рішення відкласти екстрадицію.

## Судовий процес в Іспанії
7 січня 2010 року Верховний суд Іспанії запросив міжнародний ордер на арешт Івана Дем'янюка. Суд вимагав екстрадувати Дем'янюка до Іспанії, де його могли звинуватити в причетності до загибелі іспанців у концтаборі СС Флоссенбург. У цьому таборі він був наглядачем під час Другої світової війни[джерело?]. За даними суду, всього в таборі утримувалися 150 громадян Іспанії. В повідомленні наголошувалося, що Дем'янюк міг бути виданий Іспанії після того, як завершиться суд у Мюнхені.

## Судовий процес у Німеччині

Іван Дем'янюк під час суду в Мюнхені, 2010 рік

За даними розслідування, проведеного Центром з розкриття злочинів нацистів в Людвігсбурзі, Іван Дем'янюк з березня і до середини вересня 1943 працював охоронцем в концтаборі Собібор, попри те, що Інститут національної пам'яті Польщі не підтвердив існування документів про Дем'янюка як охоронця таборів Майданека, Собібора чи Треблінки. Ці матеріали були передані в прокуратуру міста Мюнхена.[джерело?] У лютому 2009 року німецька сторона підтвердила справжність службового посвідчення СС, що зберігалося в США і належало Дем'янюку[джерело?].
В ході цього процесу була змінена юридична практика відносно колишніх нацистських злочинців. Попередня практика встановилася після рішення верховного суду ФРН від 1969 року, який вирішив, що для визнання провини, пов'язаної з нацистськими злочинами, необхідно довести особисту участь у них підсудного. Часто знайти відповідні докази було неможливо. Проте в ході розгляду у справі Дем'янюка слідчі ухвалили, що пособництвом нацистам може вважатися будь-яка діяльність в концтаборі, яка сприяла його функціональності.
У наданому прокуратурою Мюнхена в суді 13 липня 2009 року офіційному обвинувальному висновку Дем'янюк був звинувачений в пособництві у вбивстві в 27 900 випадках. Головним доказом служить видане на його ім'я посвідчення СС за № 1393. Крім того, звинувачення спирається на документ, в якому стверджується, що в 1943 році Дем'янюка було переведено в Собібор.[джерело?]
Суд над Дем'янюком розпочався 30 листопада 2009 року.
14 квітня 2010 року експерти підтвердили справжність посвідчення Івана Дем'янюка, виданого йому нацистами в «Собіборі».
Утім, кілька криміналістів заявили, що посвідчення має ознаки фальшування: суд запрошував тих експертів, які вважають документ автентичним. Інші, які вважають це підробкою, суд проігнорував. На відповідні запити захисту відмовили.
Відомий у світі експерт у справах щодо нацистських злочинців Кристіан Рютер побачив у справі Дем'янюка різке відхилення від звичної практики юриспруденції ФРН і зазначив: «Дрібних виконавців чужих наказів у Західній Німеччині не судили, а в НДР їх судили. Там усім охоронцям концтаборів висунули типове обвинувачення — пособництво. Дали по чотири або шість років. Але після об'єднання Німеччини усіх реабілітували як жертв сталінізму і ще й виплатили компенсації».

### Заява Івана Дем'янюка
8 грудня 2010 року Іван Дем'янюк зробив заяву «з приводу рішення продовжити судовий процес в нинішній Німеччині, спадкоємиці Третього райху, винесений без жодних на те юридичних підстав аморальними суддями — з порушенням засад справедливого судового розгляду, супроти правди, законності, а навіть самих основ правосуддя».
В заяві Іван Дем'янюк зазначає, що 
| у Нюрнберзі, як і в пізніших судових процесах, які відбувалися в Німеччині, жоден прокурор, жоден суддя не наважився б так спотворювати закон й факти, як це нині чинять тут (у Мюнхені). Дійсно, відмова німецької влади взяти на себе відповідальність за тортури і смерть мільйонів радянських військовополонених, за нелюдські умови, в яких ми перебували, це — відмова німців від повної відповідальності за Голокост. Я звинувачую суддів Альта, Ленца і Пфлудера за: Судді ігнорують наявні факти з метою, щоб представити мене, простого військовополоненого, «власником німецької посади», при тім знають, що всі удокументовані матеріали, безсумнівно, підтверджують, що це є безглуздям. Судді переписують історію й фальсифікують польське рішення, мовляв, у ньому йдеться виключно про Треблінку, а зовсім не про Собібор. Судді нехтують ізраїльським, американським, польським, російським та українським доказовим матеріалом про мене, побоюючись, що в ньому міститься якнайбільше доказів моєї невиновності. Вони приховують факт, що мою справу раніше досліджували, а відтак судили за Собібор у Польщі та Ізраїлі та що я вижив усупереч 7,5-річному незаконному позбавленню волі. Усе це свідчить про те, що судовий процес у Мюнхені проти мене є протиправним і несправедливим. Судді порушують закон і створюють нові правила тільки для того, щоб переслідувати виключно мене, а не тих, кому можна б закинути, що був «травніком» і допомагав нацистам. Дотепер жодного «травніка» чи когось подібного за допомогу нацистам не було засуджено в Німеччині. Нагадаю, що співвітчизники суддів були виправдані, а то й навіть не притягнуті до суду. Свідомо й без примусу судді вибрали свідків-експертів, які раніше давали покази OSI (ред. — Бюро Спеціяльних Досліджень при Департаменті Юстиції США). Судді були впевнені, що ті свідки-експерти будуть свідчити під впливом і за вказівками OSI, кримінальної інституції, яка обманом вислала мене в Ізраїль. OSI надіялося на мою страту (через повішення), яка мала б здійснитися всупереч безлічі виправдовувальних доказів, що неодноразово були підтверджені судами США. Нині жоден зі знаних свідків не залишився в живих, які підлягали б перехресному допиту та які позбавили б мене від звинувачень. Як свідка-експерта судді вибрали Чарльза Сіднора, хоч його публічні заяви підтвердили, що він упереджено відноситься до мене. Оскільки на початку 1989 року висловив бажання «бачити мене повішеним на шибениці», а також вірить, що я був справжнім монстром. Окрім того, привертаю увагу до всіх заяв, які мій адвокат, д-р Ульріх Буш направив до суду від мого імені. Рішення продовжувати цей судовий розгляд є злочинном із порушенням закону задля позбавлення мене волі. Цією заявою я звинувачую суддів Альта, Ленца і Пфлудера за зловживання законом, а також за посягання на мою особисту свободу. Я прошу, щоб мою заяву передали урядовим чиновникам для розгляду і винесення відповідних висновків на предмет висунутих мною серйозних звинувачень. |

### Третя заява Івана Дем'янюка під час суду в Німеччині
22 лютого 2011 року газета Süddeutsche Zeitung повідомила, що Іван Дем'янюк погрожує оголосити двотижневе голодування, якщо суд в Мюнхені не прийме до розгляду документи на його захист, і що він назвав суд проти нього політично мотивованим процесом. Раніше повинні були пройти перші виступи прокуратури перед судом. Однак адвокат Івана Дем'янюка подав низку клопотань про залучення нових доказів у справі. Свій намір голодувати Дем'янюк пояснив у наступній заяві:
| Як я був дитиною, Сталін засудив мене на смерть штучним Голодомором. Німці взяли мене як українця в рядах радянської армії в полон, де хотіли вбити мене голодом і рабством. ЗСА та Ізраїль обманливо звинувачували мене як «Івана Ґрозного». В результаті, я просидів вісім з половиною років в тюрмі і п'ять років в камері смерти. Хоч невинний, кожного з тих 1800 днів в камері смерті, я боявся, що загину через відчайдушну обману і політичні мотиви зкорумптованих прокурорів та суддів, котрі не шукали справедливости. Тепер, коли моє життя добігає свого кінця, Німеччина, держава, котра нещадною жорстокістю убила мільйони невинних людей, пробує знищити мою гідність, мою душу, мого духа, і дійсно, моє життя. Робить вона це шляхом показового політичного судового процесу, де осуджує мене, українського селянина, за злочини, скоєні Німеччиною під час Другої світової війни. Замість судити тих справді винних німців і фолксдойчів, вибрали мене, чужинця, котрий перебував в брутальному військовому полоні. Німецька зброя тортур в цім судовім процесі включає приховування виправдувальних доказів, фальсифікацію історії, впровадження так званих «юридичних принципів» котрі дотепер не існували в німецькому праві, змови з обманливими прокурорами в Ізраїлі та ЗСА, та нерозсудливу байдужість до кожного аргумента та виправдального доказу, котрі були представлені моїми оборонцями і повинні вже були завершитись моїм звільненням. Боячись правди, німецький суд і прокурори, подальше відвертаються від справедливості, бо відмовляються: 1. Вижадати від Росії та України Досьє 1627, 1400 сторінковий протокол дослідів НКВД/МВД щодо мене. 2. Вижадати від Росії та України Досьє 15457, протокол дослідів щодо Ігната Данильченка і особливо протокол його допиту про мене, проведеним на бажання американської влади в 1983/1984. 3. Вижадати, щоб була зроблена професійна експертиза над високоякісними фотографіями підпису на документі 1391 з Травників, котрого фальшиво приписують мені. 4. Прийняти як історичний факт, що фашисти голодом катували військовополонених українців таких як я, щоб 3.5 мільйони з них загинуло. 5. Прийняти як історичний факт, що на підставі непереборних доказів з багатьох країн та свідків, військовополонені в Травниках були справді примушені загрозою смерті й були страчені за спробу дезертирства. 6. Прийняти як історичний факт, на підставі цілого запротокольовання в судах ЗСА та Ізраїлі, що мене вже раніше заскаржували і виправдали та звільнили за ці самі злочини, котрі приписують мені тут. Я пережив жорстокість Сталіна та нацистської Німеччини, як і несправедливий смертний вирок Ізраїлю та ЗСА. Я пережив неймовірні сталінські страхіття і смерть Голодомором, в нацистських таборах смерть з голоду і людоїдства, а в ізраїльській тюрмі — шибеницьку смерть. Теперішній суд — це тільки остаточне виконання цих несправедливих та страшних смертних вироків. Не залишилось мені іншого способу показати світові, якою пародією виявився цей суд. Тому, повідомляю, що якщо цей суд не прийме історичних фактів і не вжиє повноважень, щоб розшукати додаткові вирішальні докази, котрі ще не перед судом, та не прийме свого обов'язку досягти справедливості замість створювати політичний цирк, то я за два тижні проголошу голодування. |

### Вирок
Прокуратура базувала свої обвинувачення на посвідченні, згідно з яким пан Дем'янюк належав до підрозділу СС «Травники», члени якого працювали в таборах охоронцями. Адвокати підсудного твердили, що посвідчення було підробкою КДБ. Але фахівці на процесі визнали посвідчення справжнім.
12 травня 2011 року Іван Дем'янюк був засуджений Баварським земельним судом (Мюнхен) до п'яти років позбавлення волі за співучасть у масовому вбивстві 28 060 людей. Але, враховуючи стан здоров'я 91-річного Івана Дем'янюка, його було відпущено на свободу з поміщенням в будинок для осіб похилого віку, оскільки власного помешкання чи родичів в Німеччині він не має, а виїзд з країни йому заборонений.
Вирок так і не набув остаточної чинності — адвокати Дем'янюка подали апеляцію, але суд вищої інстанції не встиг винести свого вердикту через смерть фігуранта справи.

## Смерть і посмертні звернення
Оскільки Дем'янюк після позбавлення громадянства й екстрадиції зі США вважався особою без громадянства, то він не міг виїхати з Німеччини. І, зважаючи на стан здоров'я, його було примусово поселено до будинку для літніх осіб в містечку Бад-Файльнбах.
За даними німецької поліції, Дем'янюк помер уві сні 17 березня 2012 року на 92-му році життя. Кількома роками пізніше адвокат Дем'янюка Ульріх Буш подав позов в баварську прокуратуру на персонал будинку, оскільки, за його твердженням, Іванові Дем'янюку було введено знеболювальні препарати, навмисне у великих дозах — щоби привести пацієнта до смерті.
Син Дем'янюка Іван (Джон) Дем'янюк молодший, який проживає в США, відізвався на смерть: «Мій батько спочив у Бозі як жертва радянської та німецької брутальних систем. Він любив життя, родину й людство. Історія доведе, що Німеччина використала його як цапа-відбувайла, аби перекласти на безпомічного українського військовополоненого провину за вчинки нацистів».
Після смерті Івана Дем'янюка родичі просили, щоб його поховали в Сполучених Штатах, де він жив. Єврейські організації були проти цього, стверджуючи, що його поховання стане центром неонацистської діяльності. Та через нові відкриті факти про ймовірну помилку феміди урядовці погодилися і 31 березня 2012 року Івана (Джона) Дем'янюка таки поховали у США. Заради уникнення конфронтації родина й урядовці не оприлюднювали місце поховання, хоча, імовірно, це є українська частина кладовища Бруклін Гайтс у штаті Огайо.[джерело?]

## Суперечливості й особливості справи
14 квітня 2011 року Агентство Associated Press оприлюднило зміст звіту ФБР США, згідно з яким КДБ СРСР «дуже ймовірно, сфабрикував» нацистське посвідчення особи Івана Миколайовича Дем'янюка (Джона Дем'янюка), обвинуваченого в участі у вбивстві євреїв у концтаборі Собібор на території окупованої Польщі. Ця інформація зберігалася в таємниці протягом останніх 25 років.
Раніше захист Дем'янюка неодноразово заявляв, що документ, нібито виданий командуванням навчального табору СС Травники, згідно з яким Іван Дем'янюк був направлений на службу до концтабору Собібор, є підробленим. Але досі не було підтверджень того, що і ФБР сумнівалося в дійсності цього документа, який був одним з головних доказів у «справі Дем'янюка».
Висновок про можливу фальсифікацію був зроблений експертами ФБР США в 1985 році, через чотири роки після того, як влада СРСР передала американцям посвідчення Дем'янюка. У звіті ФБР говорилося, що КДБ проводить кампанію, мета якої — спаплюжити емігрантів-антикомуністів. Однак експертиза, проведена тоді відділом спеціальних розслідувань міністерства юстиції США, не підтвердила побоювання спецслужб з приводу можливої фальсифікації документів Дем'янюка. Ці документи пред'являлися як доказ в судах США, Ізраїлю та Німеччини.
Агентство Associated Press відмітило, що ізраїльський суд, який виніс у квітні 1988 року смертний вирок Дем'янюку, а також Верховний суд Ізраїлю, який скасував цей вирок у 1993 році, і американський суд, що прийняв у 2009 році рішення про екстрадицію Дем'янюка до Німеччини, швидше за все, не знали про сумніви ФБР з приводу достовірності документа, датованого 1942 роком. Але тепер суд в Мюнхені змушений зважати на сумніви у достовірності документа, висловленими ФБР США чверть століття перед тим.

## Реакція в Україні
Довгий час під час ізраїльського, американського та німецького процесів ім'я Дем'янюка було на перших шпальтах світових медіа, де він неодмінно називався українцем і найчастіше злочинцем, ще до винесення вироку.
22 вересня 2009 року Львівська обласна рада звернулася до президента Віктора Ющенка, прем'єр-міністра Юлії Тимошенко та Верховної Ради з проханням вжити невідкладних заходів правового захисту для звільнення Івана Дем'янюка з німецької в'язниці. Після винесення вироку у Мюнхені Львівська облрада знов звернулася до президента, голови Верховної Ради, прем'єр-міністра, міністерства закордонних справ та голови Світового конґресу українців із проханням захистити Івана Дем'янюка.
У 1993 році було створено Комітет захисту Дем'янюка, який очолював релігійний та громадський діяч Володимир Кательницький.

## Вистава «Голокост кабаре»
У 2010 році в Канаді та Німеччині відбулася прем'єра англомовної вистави «Суди над Іваном Дем'янюком. Голокост кабаре» (англ. The Trials of John Demjanjuk: A Holocaust Cabaret). Це був перший твір канадського драматурга єврейського походження Джонатана Гарфінкеля про Голокост та Другу світову війну. Головним героєм у виставі став Іван Дем'янюк. Автор вистави зазначив, що головним у ній є таємниця невизначеності: ким насправді був Дем'янюк — простим американським автомеханіком чи вбивцею, причетним до знищення майже тридцяти тисяч людей, «Іваном Грозним» з концтабору Треблінка? Українська театральна критикиня Анастасія Гайшенець написала, що «головним тут є паритетні права репрезентації двох альтер-его: Дем'янюка-жертви та Дем'янюка-ката. Текст містить у собі знак запитання: що гірше — не засудити монстра-вбивцю тисяч людей чи помилково засудити одну безневинну людину?.. Іван Дем'янюк постає у виставі істотою мізерною та унаочнює ту саму хрестоматійну „банальність зла“ Ганни Арендт».
28 квітня 2017 року в Києві представили російськомовну версію вистави, створену російським режисером з Санкт-Петербурга та співзасновником київського театру «Мізантроп» Іллею Мощіцьким. Акторами вистави виступили російські актори з Санкт-Петербурга; композитором був співзасновник київського театру «Мізантроп» Дмитро Саратський. Прем'єра цієї російськомовної версії вистави відбулася у Санкт-Петербурзі за кілька днів до прем'єри в Україні; в Україні російська творча група була на гастролях.
Ще до прем'єри в Україні розгорівся скандал довкола самої вистави та, зокрема, провокативної вивіски вистави з назвою «Голокост кабаре». Цю вивіску було розміщено 24 квітня 2017 року на будівлі концерт-холу «Bel étage», що знаходиться неподалік від Центральної синагоги Києва (синагога Бродського). Провокативна вивіска викликала обурення киян, головний рабин України Моше Асан виступив з вимогою її прибрати. 25 квітня 2017 року вивіску вистави «Голокост кабаре» демонтували з будівлі концерт-холу «Bel étage», а саму прем'єру у цьому приміщенні згодом скасували. Врешті прем'єра відбулася, як і заплановано, 28 квітня 2017 року, але в іншому приміщенні — VOZDVIZHENKA Arts House. Суперечливості виставі додало й те, що, з'явившись на українській сцені у часи російсько-українського військового конфлікту, вистава практично повністю була створена у Росії (режисер та усі актори — з Росії).